# Heřmanice (okres Havlíčkův Brod)
Heřmanice (německy Hermanitz) jsou obec v okrese Havlíčkův Brod v Kraji Vysočina. Žije zde 53 obyvatel. V údolí západně od obce protéká Doubravka, která je pravostranným přítokem říčky Hostačovky.

## Historie
První písemná zmínka o obci pochází z roku 1281. Ve středověku spadala obec pod vilémovské panství.
V roce 1850 spadala pod okres Habry a v letech 1869–1950 pod okres Čáslav. Od roku 1961 byla osadou střediskové obce Vilémov. V roce 1991 se osamostatnila jako samosprávná obec.
V letech 1869–1960 sem jako osada příslušely Bučovice, které sem opět spadají jako místní část od 24. listopadu 1990.

## Obyvatelstvo
| Rok            | 1869 | 1880 | 1890 | 1900 | 1910 | 1921 | 1930 | 1950 | 1961 | 1970 | 1980 | 1991 | 2001 |
| Počet obyvatel | 268  | 233  | 249  | 238  | 256  | 247  | 228  | 170  | 153  | 136  | 111  | 78   | 69   |

## Pamětihodnosti
- Kostel svatého Bartoloměje

## Části obce
- Heřmanice
- Bučovice